# Cubanola
Cubanola là một chi thực vật có hoa trong họ Thiến thảo (Rubiaceae).

## Loài
Chi Cubanola gồm các loài: